# Халки
Халки (грч. Χάλκη, Halki) је једно од острва у острвској скупини Додеканеза у источној Грчкој. Управно острво припада округу Родос у оквиру Периферији Јужни Егеј, где са околним острвцима и хридима чини посебну општину. Главно место на острву је градић Хорио.

## Природни услови
Халки је острво Додеканеза мање величине. Најближа острва су му Родос на 10 km ка истоку и Тилос на 20 km ка северу. Острво је планинско и каменито, састављено највише од кречњачких стена. Обала Халкија је слабо разуђена, са пар сасвим малих залива са скривеним плажама.
Клима Халкија је средоземна са дугим, сушним летима и благим и кишовитим зимама. Недостатак воде је значајно ограничење. Због тога је биљни и животињски свет много оскуднији него на неким околним острвима.

## Становништво
Главно становништво на Халкију су Грци. Халки спада у ретко насељена острва међу значајинијим острвима Додеканеза, а развој туризма током протеклих 20-ак година допринео је просперитету острва и смањењу пада броја становника.

## Привреда
Данас се привреда Халкија све више заснива на туризму, а све мање на традиционалним поморству и пољопривреди (маслине, винова лоза, мање јужно воће).